# Neptune City
Neptune City is een plaats (borough) in de Amerikaanse staat New Jersey. Het valt bestuurlijk gezien onder Monmouth County.

## Demografie
Bij de volkstelling in 2000 werd het aantal inwoners vastgesteld op 5218.
In 2006 is het aantal inwoners door het United States Census Bureau geschat op 5150, een daling van 68 (-1,3%).

## Geografie
Volgens het United States Census Bureau beslaat de plaats een oppervlakte van
2,4 km², geheel bestaande uit land.

## Geboren
- Jack Nicholson (1937), filmacteur
- Ted Polhemus (1947), antropoloog

## Plaatsen in de nabije omgeving
De onderstaande figuur toont nabijgelegen plaatsen in een straal van 4 km rond Neptune City.